# John Barry (compozitor)
John Barry Prendergast, OBE (n. 3 noiembrie 1933, York - d. 30 ianuarie 2011) a fost un compozitor de muzică de film și interpret englez. Este considerat unul dintre cei patru mari compozitori ai Hollywoodului din ultima parte a secolului XX, alături de Jerry Goldsmith, Henry Mancini și John Williams. Pentru coloanele sonore pe care le-a scris a fost recompensat cu cinci premii Oscar.

## Studii. Primii ani
Barry a absolvit St. Peter's School din orașul natal. Tatăl său lucra în cinema, astfel încât tânărul Barry a devenit pentru scurt timp proiecționist. După ce a efectuat serviciul militar, a urmat un curs de muzică prin corespondență. În 1955 a înființat formația de muzică rock and roll The John Barry Seven, în cadrul căreia a activat ca solist vocal și trompetist. Barry a compus pentru cântărețul Adam Faith și pe această cale a intrat în lumea muzicii de film.

## Activitate
The John Barry Seven s-a dovedit un succes, formația lansând numeroase șlagăre. În anul 1960, Barry a realizat primele sale coloane sonore. Doi ani mai târziu, a finalizat muzica filmului Dr. No, abandonată de compozitorul Monty Norman; numele său nu a fost trecut pe generic, iar paternitatea asupra temei James Bond a fost disputată de Norman și Barry în două procese de judecată.
Au urmat alte unsprezece filme din seria James Bond și Zulu (1964), Leul în iarnă (1968), Cowboy-ul de la miezul nopții (1969), Urmărește-mă! (1972), Gaura neagră (1979), Departe de Africa (1985), Dansând cu lupii (1990) ș.a.
Barry își realizează singur orchestrațiile, având o preferință pentru orchestra de coarde și alămuri. A folosit sintetizatoare încă din 1969, pentru James Bond: În slujba Majestății Sale.

## Viața personală
Barry a suferit o ruptură de esofag în 1988, ceea ce l-a lăsat vulnerabil la pneumonie și l-a obligat să își încetinească ritmul de lucru la cel mult două filme pe an.
Compozitorul a fost căsătorit de patru ori, cu Barbara Pickard (1959–1964), Jane Birkin (1965–1968), Jane Sidey (1969–1971) și Larrie Barry (din 1978). El are trei copii, proveniți din prima, a doua și a patra căsătorie.

## Filmografie selectivă
- Dr. No (1962)
- Din Rusia, cu dragoste (1963) – nominalizat la Globul de Aur
- Zulu (1964)
- Goldfinger (1964) – nominalizat la premiul Grammy
- Born Free (1966) – câștigător a două Oscaruri (cea mai bună coloană sonoră și cel mai bun cântec) și nominalizat la Globul de Aur (cel mai bun cântec) și la premiul Grammy
- Leul în iarnă (1968) – câștigător al Oscarului (cea mai bună coloană sonoră) și nominalizat la Globul de Aur (idem)
- Cowboy-ul de la miezul nopții (1969)
- James Bond: În slujba Majestății Sale (1969)
- Maria Stuart (1971) – nominalizat la Oscar (cea mai bună coloană sonoră) și la Globul de Aur (idem)
- Urmărește-mă! (1972)
- The Dove (1974) – nominalizat la Globul de Aur (cel mai bun cântec)
- Adâncurile (1977) – nominalizat la Globul de Aur (cel mai bun cântec)
- Gaura neagră (1979)
- Undeva, cândva (1980) – nominalizat la Globul de Aur (cea mai bună coloană sonoră)
- The Legend of the Lone Ranger (1981)   – a „căștigat” Zmeura de Aur pentru cea mai proastă coloană sonoră
- Perspectiva unei crime (1985) – nominalizat la Globul de Aur (cel mai bun cântec)
- Departe de Africa (1985) – câștigător al Oscarului (cea mai bună coloană sonoră) și la Globului de Aur (idem)
- Dansând cu lupii (1990)  – câștigător al Oscarului (cea mai bună coloană sonoră) și al premiului Grammy, nominalizat la Globul de Aur (cea mai bună coloană sonoră)
- Chaplin (1992) – nominalizat la Oscar (cea mai bună coloană sonoră) și Globul de Aur (idem)
- Amy Foster (1997)
- Nume de cod: Mercury (1998)
- Capcanele seducției (1998)
- Enigma (2001)